# Armello
Armello est un jeu vidéo de rôle et de stratégie au tour par tour s'inspirant des jeux de plateau. Développé et édité par League of Geeks, sorti en 2015 sur Windows, Mac, Linux, PlayStation 4, Xbox One, Android et sur iOS.

## Accueil
- Jeuxvideo.com : 16/20[2]